# San Giorgio e Martiri Inglesi
San Giorgio e Martiri Inglesi ou Igreja de São Jorge e os Mártires Ingleses é uma igreja de Roma, Itália, localizada no rione Campo Marzio, na Via San Sebastianello. É dedicada a São Jorge, padroeiro da Inglaterra, e aos mártires católicos ingleses. É uma das igrejas nacionais da Grã-Bretanha na cidade.

## História
A igreja foi consagrada em 5 de novembro de 1887 e foi construída graças a uma grande doação do príncipe Alessandro Torlonia. Atualmente está sob os cuidados dos Pobres Servas da Mãe de  Deus, uma congregação religiosa inglesa, cujos irmãs habitam o convento anexo. Foi construída por Alexander George Fullerton em memória da morte precoce de sua esposa, Georgiana, uma das fundadoras da ordem, e do filho deles, William.
A peça-de-altar do altar-mor, de A. Dies, é "São Gregório Magno". O altar veio antiga igreja de Santa Teresa presso le Quattro Fontane, que foi demolida, e foi doado pelo príncipe Torlonia. Os dois altares de, dedicados a Nossa Senhora e ao Sagrado Coração, foram doados por Fullerton e vieram de outra igreja demolida, Santa Elisabetta. Os murais nas paredes são de Eugenio Cisterna.